# توافق تجارت آزاد روسیه و ایران
توافق تجارت آزاد روسیه و ایران معاهده ای است که قرار است بین تهران و موسکو امضا شود و روابط اقتصادی و تجاری بین ایران و روسیه را بهبود ببخشد، روسیه قرارداد مشابه با مصر و عربستان هم دارد.
بازرگانی میان روسیه و ایران در دههٔ بعد انقلاب ۵۷ و ۱۴۰۰ رشد داشته‌است، این توافق کشورهای اوراسیا را هم دارد.
. اتاق بازرگانی مشترک ایران و روسیه و شورای همکاری مشترک تشکیل شده‌است روسیه و ایران شراکت نظامی و راهبردی دارند.
دوکشور توافقات پولی و بانکی دارند.